# Teihoinska kiselina
Teihoinska kiselina (cf. Grčki τεῖχος, teīkhos, "zid", specifičnije fortifikacioni zid, u kontrastu sa τοῖχος, toīkhos, obični zid) su bakterijski polisaharidi glicerol fosfata ili ribitol fosfata povezani fosfodiesterskim vezama.

## Lokacija i struktura
Teihoinske kiseline su prisutne u ćelijskom zidu Gram-pozitivnih bakterija poput vrsta u rodovima Staphylococcus, Streptococcus, Bacillus, Clostridium, Corynebacterium i Listeria. One se pružaju do površine peptidoglikanskog sloja. Teihoinske kiseline nisu prisutne kod Gram-negativnih bakterija. One mogu da budu kovalentno vezane za N-acetilmuraminsku kiselinu peptidoglikanskog sloja, za lipide citoplazmatične membrane, ili za terminalni D-alanin u tetrapeptidnim vezma između N-acetilmuraminskih kiselinskih jedinica. Kombinacija teihoiskih kiselina i lipida se naziva lipoteihoiskom kiselinom.

## Funkcija
Glavna funkcija teihoinskih kiselina je davanje krutosti ćelijskm zidu putem privlačenja katjona kao što su magnezijumski i natrijumski. Teihoinske kiseline su obično, mada ne uvek, supstituisane sa D-alanin estarskim ostacima, što daje molekulu cviterjonska svojstva. Pretpostavlja se da su te cviterjonske teihoinske kiseline ligandi za tol-slične receptore 2 i 4. Teihoiske kiselne takođe pomažu u regulaciji ćelijskog rasta putem ograničavanja aktivnosti autolizina u razlaganju β(1-4) veza između N-acetil glukozamina i N-acetilmuraminske kiseline.